# U-3523
O Unterseeboot 3523, mais conhecido simplesmente por U-3523, foi um submarino alemão que serviu na Kriegsmarine durante a Segunda Guerra Mundial, sendo considerado por vários especialistas como o mais moderno submarino da Kriegsmarine. Com uma tripulação de cinco oficiais e cerca de 50 praças, poderia viajar por até 28.000 quilômetros.
Ele tornou-se notório por conta de uma teoria da conspiração que diz que Adolf Hitler e vários dos colaboradores do Terceiro Reich haviam fugido das forças aliadas e foram parar no sul da América Latina graças a este poderoso submarino.
Sua última aparição havia sido em 06 de maio de 1945, com indicações claras de que a Força Aérea Real Britânica, através de um ataque de um bombardeiro britânico B-24 Liberator, o havia afundado próximo a coordenada 57° 52′ N, 10° 49′ L. Em abril de 2018, porém, ele foi localizado, submerso a 123 m de profundidade no Estreito de Skagerrak, na área de Skagerrak, no norte da Noruega, 9 milhas náuticas (17 km) a oeste de onde se acreditava que ele havia sido abatido. Ele foi encontrado graças a um trabalho do Museu de Guerra Naval da Jutlândia para mapear, e eventualmente retirar, destroços marítimos no mar do Norte.